# Ataxia uniformis
Ataxia uniformis är en skalbaggsart som beskrevs av Fisher 1926. Ataxia uniformis ingår i släktet Ataxia och familjen långhorningar. Inga underarter finns listade.